# 双花香草
双花香草（学名：Lysimachia biflora）为报春花科珍珠菜属的植物，为中国的特有植物。分布在中国大陆的贵州、云南等地，生长于海拔1,900米至2,200米的地区，常生长在混交林下或沟边，目前尚未由人工引种栽培。
种加词 biflora 意为“二花的”。